# Рон Рендалл
Рон Рендалл (англ. Ron Randall; нар. 22 листопада 1956) — американський художник коміксів, найвідоміший як творець персонажа Треккер.

## Кар'єра
Першим опублікованим твором коміксів Рона Рендалла стала двосторінкова історія під назвою «Вбивці вгорі — вбивці знизу!», який був написаний Робертом Канігером і з'явився в «Невідомому солдаті # 243» (вересень 1980 р.) Він співпрацював з письменником Грегом Поттером над графічним романом «Me & Joe Priest». Рендалл став художником серіалу «Арак, син грому» з випуском № 26 (жовтень 1983 р.) Намалював кілька випусків «Болотна річ» Алана Мура.
Рендалл представив своє творіння Треккер, мисливця за жінками 23 століття на ім'я Мерсі Сент-Клер, у Dark Horse Presents № 4 (січень 1987 р.)
Рендалл проілюстрував книгу «Нескінченні квести» Конан — поза законом (1984) і пригоди Dungeons & Dragons «Знайти короля» (1985) і «Прокляття Лілівеліна» (1985).
У 1992 році він разом із письменником Джерардом Джонсом став творчим колективом європейського титулу Ліги Справедливості.
У 2012 році Рендалл був замовлений компанією H&R Block для ілюстрації податкових зобов'язань Бетмена та Людини-павука.

### Комікси Marvel
- Deadpool #46–48 (2000)
- Idol #1–3 (1992)
- A Shadowline Saga: Critical Mass #3 (1990)
- Solo #1–4 (1994)
- The Spectacular Spider-Man Annual #4 (1984)
- Spider-Man #50 (1994)
- Star Trek Unlimited #1–8, 10 (1996—1998)
- Thunderbolts #100 (2006)
- Thunderbolts '97 #1 (1997)
- Ultimate Marvel Team-Up #10 (2002)
- Universe X: Beasts #1 (2001)
- Universe X: Cap #1 (2001)
- Venom: Separation Anxiety #1–4 (1994—1995)
- What If? vol. 2 #60, 62 (1994)
- Wonder Man #28–29 (1993—1994)
- X-Men: Alterniverse Visions #1 (1996)